# Offshore-Windpark Loode-Eesti
Loode-Eesti ist ein in Planung befindlicher Offshore-Windpark im nördlichen Bereich um die estnische Ostseeinsel Hiiumaa. Sie wäre der erste Offshore-Windpark des Landes. Der Park soll eine installierte Leistung von 700 bis 1.100 Megawatt aufweisen, die von Windkraftanlagen mit jeweils vier bis sieben Megawatt Nennleistung erbracht werden soll. Derzeit wird mit 55 bis 73 Turbinen geplant.
Der Projektierer ist Enefit Green AS (vormals Nelja Energia AS). Der Baubeginn ist derzeit auf 2029 angesetzt, ab 2032 könnte die Anlage in Betrieb gehen. Die Turbinen sollen durch Seekabel verbunden werden, der Onshore-Kontakt soll im Bereich von Tahkuna erfolgen. Insgesamt könnte ein Bereich von 174 km2 genutzt werden.

## Entwicklungen und Stand
Erste Pläne und Anträge zum Projekt stammen aus dem Jahr 2006. 2010 wurde eine erste Bewerbung zum Bau des Windparks eingereicht. Eine Kooperationsvereinbarung zwischen Nelja Energia und der Inselverwaltung von Hiiumaa wurde 2017 unterzeichnet. Diese Vereinbarung regelt auch, dass der Windpark mehr als zwölf Kilometer von den Küsten entfernt ist, sodass die Sicht von Strandbesuchern der Region nicht gestört wird. Ein weiterer Inhalt der Kooperationsvereinbarung ist eine verpflichtende unterirdische Stromnetzanbindung für die Insel. 2018 mussten nach einer höchstrichterlichen Einscheidung neue Planungsarbeiten durchgeführt werden.
Im Jahr 2022 wurde ein Vorentwurf samt technischer Analyse durch die Beratungsfirma Rambøll Group abgeschlossen. Dabei wurden auch Möglichkeiten hinsichtlich Umspannwerken und Verbindungskabeln erörtert. Einen weiteren Punkt bildeten Maßnahmen im Rahmen der Umweltverträglichkeitsprüfung.